# Turkije op het Eurovisiesongfestival 1980
Turkije deed mee aan het Eurovisiesongfestival 1980 in Den Haag, Nederland. Het was de 3de deelname van het land op het Eurovisiesongfestival. Het lied werden gekozen door middel van een nationale finale. 

## Selectieprocedure
De kandidaat voor Turkije op het Eurovisiesongfestival werd gekozen door een nationale finale die plaatsvond op 24 februari 1980 in de studio's van de nationale omroep TRT.
In totaal werden er 3 liedjes gekozen die allemaal meededen in de finale. 
De winnaar werd gekozen door een jury.

| Volgorde | Lied                 | Plaats |
| -------- | -------------------- | ------ |
| 1        | "Olsam"              | 2de    |
| 2        | "Pet'r oil"          | 1ste   |
| 3        | "Bir dünya ver bana" | 3de    |

## In Den Haag
In Stockholm trad Turkije op als 2de land net na Oostenrijk en voor Griekenland. Op het einde van de stemming bleek Ajda Pekkan 23 punten gekregen te hebben en daarmee 15de eindigen. Dit was tot dan toe de beste prestatie van Turkije.

### Gekregen punten

#### Finale
| 12 punten | 10 punten | 8 punten     | 7 punten | 6 punten |
| --------- | --------- | ------------ | -------- | -------- |
| - Marokko |           | - Italië     |          |          |
| 5 punten  | 4 punten  | 3 punten     | 2 punten | 1 punt   |
|           |           | - Oostenrijk |          |          |

### Punten gegeven door Turkije

#### Finale
Punten gegeven in de finale:
| 12 punten | Nederland           |
| 10 punten | Duitsland           |
| 8 punten  | Zweden              |
| 7 punten  | Spanje              |
| 6 punten  | Italië              |
| 5 punten  | Verenigd Koninkrijk |
| 4 punten  | Portugal            |
| 3 punten  | Frankrijk           |
| 2 punten  | Zwitserland         |
| 1 punt    | Luxemburg           |